# Scuola Utagawa
Fondata da Utagawa Toyoharu (1735-1818), la Scuola Utagawa fu una delle più importanti scuole di stampa  xilografica giapponese. Nonostante fosse posteriore alla celebre scuola Torii, raggiunse in breve un grande successo. Ragioni di questo risultato furono senza dubbio l'introduzione di tecniche artistiche occidentali quali ad esempio la prospettiva lineare, ma anche un rapporto molto stretto tra maestro ed allievi, nonché un severo metodo di selezione ed ammissione alla scuola stessa. La stretta relazione col mondo del teatro kabuki (che divenne uno dei generi distintivi della scuola), con gli editori di stampe e un'oculata cura della pubblicità resero questa scuola dominatrice quasi incontrastata del panorama della corrente artistica Ukiyo-e. Esponenti celebri della scuola Utagawa furono Hiroshige, Kunisada, Kuniyoshi e Yoshitoshi.